# Oberprex
Oberprex ist ein Gemeindeteil der Gemeinde Regnitzlosau im Landkreis Hof (Oberfranken, Bayern). Der Ort wird auch „Moschig“ (Mooschich ausgesprochen) genannt.
Das Dorf liegt im Osten des Regnitzlosauer Gemeindegebiets. Nördlich liegt das Nachbardorf Kirchbrünnlein, im Süden Dobeneck und im Nordwesten Prex. Es grenzt im Osten an die Tschechische Republik.
Am 1. Januar 1972 wurde Oberprex als Teil der Gemeinde Prex im Zuge der Gebietsreform in Bayern in Regnitzlosau eingegliedert.